# The Kid Reporter
The Kid Reporter è un cortometraggio muto del 1923 scritto e diretto da Alfred J. Goulding.

## Trama
L'editore di un giornale, un uomo molto indaffarato, ha come "segretario" la piccola Baby Peggy. Quando una preziosa collana viene rubata, il manager promette che il giornalista che risolverà il caso avrà la promozione a redattore capo. Baby Peggy coglie l'occasione al volo e si mette sulle tracce dei ladri, usando trucchi e travestimenti, aiutata con riluttanza dal ragazzo dell'ufficio.

## Produzione
Il film fu prodotto dalla Century Film.

## Distribuzione
Distribuito dall'Universal Pictures, il film - un cortometraggio in due bobine - uscì nelle sale cinematografiche USA il 30 maggio 1923.